# Publi Volumni (filòsof)
Publi Volumni (llatí: Publius Volumnius) va ser un filòsof romà del segle i aC.
Plutarc el menciona com a filòsof. Va acompanyar Marc Juni Brut en la seva campanya contra els triumvirs i va escriure un relat dels prodigis que li havien passat a Brut, el qual suposadament encara vivia al moment dels fets prodigiosos.